# 뉴잉글랜드 자치령
아메리카 뉴잉글랜드 자치령(Dominion of New England in America, 1686년 ~ 1689년)은 델라웨어 식민지와 펜실베이니아 식민지를 제외한 뉴잉글랜드와 중부 대서양 식민지를 아우르는 행정 연합체였다. 이 지역의 정치 구조는 누에바에스파냐 부왕령 하의 스페인 국왕이 사용한 모델과 유사한 중앙집권적 통제 중 하나였다. 이 영토는 대부분의 식민지 주민들이 자신들의 권리를 박탈당하고 식민지 헌장이 취소되는 것에 대해 매우 분개했기 때문에 받아들일 수 없는 것이었다. 에드먼드 안드로스 총독은 법적, 구조적 변화를 시도했지만 제임스 2세 왕이 영국에서 왕위에서 물러난다는 소식이 전해지자마자 대부분의 변화가 무산되고 자치령이 전복되었다. 주목할 만한 변화는 청교도 지도자들이 이전에 잉글랜드 교회를 어떤 종류의 발판도 허락하지 않았던 매사추세츠 주에 영국 교회를 강제로 도입한 것이다.
지배권은 뉴햄프셔 식민지, 매사추세츠만 식민지, 플리머스 식민지, 로드아일랜드 식민지, 코네티컷 식민지, 뉴욕 식민지, 이스트 저지와 웨스트 저지 지방, 메인주의 극히 일부로 구성된 남쪽 델라웨어강에서부터 북쪽 페놉스콧 만에 이르기까지 매우 넓은 지역을 아우르고 있었다. 단 한 명의 총독이 감당하기에는 너무 큰 규모였다. 안드로스 총독은 매우 인기가 없어서 대부분의 파벌에 의해 위협적인 인물로 여겨졌다. 1689년 영국에서 명예혁명 소식이 전해지면서 청교도들은 안드로스에 대항하여 1689년 보스턴 반란을 일으켜 그와 그의 장교들을 체포했다.
뉴욕에서 벌어진 라이슬러의 난으로 인해 지배권의 부총재 프랜시스 니콜슨이 실각했다. 일부는 헌장 없이 공식적으로 통치했지만, 이 사건 이후 지배권 안에 모여 있던 식민지들은 이전의 정부 형태로 돌아갔다. 결국 영국의 윌리엄 3세와 메리 2세 여왕은 새로운 헌장을 발표했다.

## 배경
17세기 전반에 걸쳐 미국과 서인도 제도에 다양한 특성을 가진 다수의 잉글랜드 식민지가 설립되었다. 버지니아 식민지와 같이 상업적인 모험으로 시작한 식민지도 있었고 플리머스 식민지, 매사추세츠만 식민지, 로드아일랜드 식민지와 같이 종교적인 이유로 설립된 식민지도 있었다. 식민지의 정부도 다양했다. 버지니아는 기업 설립에도 불구하고 왕령 식민지가 되었고, 매사추세츠와 다른 뉴잉글랜드 식민지들은 기업 헌장과 많은 행정적 자유를 가지고 있었다. 다른 지역들은 메릴랜드와 캐롤라이나와 같이 한 명 또는 소수의 개인이 소유하고 운영하는 독점적인 식민지였다.
1660년 잉글랜드의 왕정복고 이후, 찰스 2세 왕은 이러한 식민지의 행정을 능률적으로 만드는 것을 추구했다. 찰스와 그의 정부는 많은 식민지를 직접적인 왕의 통제하에 놓이게 하는 과정을 시작했다. 이러한 조치를 취한 이유는 개별 식민지의 행정 비용도 있었지만, 다른 중요한 이유는 무역의 규제였다. 1660년대에 걸쳐 잉글랜드 의회는 식민지 무역을 규제하기 위해 항해법을 포함한 여러 법률을 통과시켰다. 아메리카 식민지 개척자들은 다른 잉글랜드 식민지, 유럽 국가 및 그 식민지, 특히 스페인 및 네덜란드 공화국과 중요한 무역 네트워크를 구축한 뉴잉글랜드 식민지에서 이러한 법률에 반대했다. 또한 항해법은 사업 비용을 상당히 증가시키면서 사실상 상인들을 밀수업자로 바꾸는 일부 현존하는 뉴잉글랜드의 관행을 금지했다.
뉴잉글랜드 식민지 중 일부는 왕에게 특정 문제를 안겨 주었고, 이러한 식민지를 단일 행정 기관으로 통합하는 것이 이러한 문제를 해결하는 방법으로 여겨졌다. 플리머스 식민지는 정식으로 허가된 적이 없었고, 뉴헤이븐 식민지는 왕의 아버지인 찰스 1세의 국왕 살해자 두 명을 보호해 주었다. 메인 영토는 경쟁하는 수혜자들과 매사추세츠 사이에서 분쟁을 벌였고, 뉴햄프셔는 매우 작은 규모의 최근에 설립된 왕립 식민지였다. 매사추세츠 일반 법원은 보스턴 은세공 존 헐에게 1652년에서 1682년 사이에 지역 화폐를 생산할 수 있도록 허가했고, 잉글랜드 정부는 이를 반역이라고 간주했다.
매사추세츠는 사실상 신권 통치의 오랜 역사를 가지고 있었고, 잉글랜드 국교회(왕에게 가장 중요했던) 지지자들을 포함하여 비청교도들에 대한 관용을 거의 보이지 않았다. 찰스 2세는 거듭 매사추세츠 정부를 바꾸려고 했지만, 그들은 개혁에 대한 모든 실질적인 시도에 저항했다. 1683년에 메사추세츠 헌장을 무효화하기 위한 법적 절차가 시작되었고 1684년 6월에 공식적으로 폐지되었다.
농업용 주식을 생산하는 식민지에 대한 잉글랜드의 열망은 담배, 쌀, 인디고 등을 생산하는 남부 식민지에는 잘 맞았지만 지역의 지질학적 특성으로 인해 뉴잉글랜드에는 그다지 효과적이지 않았다. 마땅한 주식이 없었기 때문에 뉴잉글랜드인들은 무역에 종사했고, 잉글랜드 상인들에게는 성공적인 경쟁자가 되었다. 그들은 이제 섬유, 가죽 제품, 철기 같은 제조품을 위한 수익성이 좋은 식민지 시장에서 잉글랜드에서 박탈하겠다고 위협하는 공방을 개발하기 시작했다. 따라서 북부 식민지에 통일된 전권 정부를 수립하여 국민들이 제조업과 대외 무역에서 소외되도록 하려는 계획이었다.

## 같이 보기
- 뉴잉글랜드 식민지